# 미하엘 하이든
요한 미하엘 하이든(Johann Michael Haydn, 1737년 9월 14일 – 1806년 8월 10일)은 요제프 하이든의 동생이자 오스트리아의 고전 시대 작곡가이다.

## 생애
미하엘 하이든은 1737년 헝가리 국경 근처의 오스트리아 로라우(Rohrau) 마을에서 태어났다. 그의 아버지는 마티아스 하이든(Mathias Haydn)으로 마을 시장과 유사한 사무실인 " Marktrichter "를 역임하기도 했다. 어머니는 이전에 Rohrau의 주재 귀족인 Harrach 백작 의 궁전에서 요리사로 일했다. Mathias는 열정적인 민속 음악가로서 그의 경력의 숙련공 기간 동안 스스로 하프 연주를 배웠고 자녀들에게도 노래를 가르쳤다.
미하엘은 8세에 빈으로 갔고, 그의 형 요제프 하이든가 그의 초기 직업 경력을 닦았고, 그의 능숙한 노래 덕분에 게오르크 로이터(Georg Reutter)의 지휘 하에 슈테판 대성당 합창단에서 보이 소프라노로 자리를 잡았다. 12번째 생일까지 그는 대성당에서 대체 오르간 연주자로 추가 돈을 벌었고, 보고에 따르면 자신이 작곡한 전주곡과 환상곡을 연주했다.
1753년경, 그는 합창단을 떠났다. 1760년 미하엘은 Großwardein (오늘날 오라데아)의 카펠마이스터로 임명되었고, 나중에 1762년에는 잘츠부르크 에서 악장 으로 임명되어 그곳에서 44년 동안 머물면서 교회와 기악으로 구성된 360편 이상의 작곡을 작곡했다. 잘츠부르크에서 상호 체류하면서 하이든은 그의 작품을 높이 평가한 볼프강 아마데우스 모차르트를 알게 되었다.
1768년 8월 17일 그는 가수 마리아 막달레나 립(Maria Magdalena Lipp, 1745-1827)과 결혼했다. 그들의 외아들인 딸(Aloisia Josepha, 1770년 1월 31일 출생)이 1771년 1월 27일 첫 번째 생일이 되기 직전에 사망했다.
요제프 하이든은 그의 음악을 높이 평가하여 미하엘의 종교 작품이 그의 작품보다 우월하다고 느꼈다. 1802년 미하엘은 " 에스터 하지와 투스카니 대공 모두"로부터 "돈이 많고 명예로운 직위를 제안받았을 때" 빈에 있는 요제프에게 편지를 써서 그 중 하나를 받아들일지 말지 조언을 구했지만, 끝은 잘츠부르크에 머물기로 결정했다.
이후 그는 안톤 디아벨리와 카를 마리아 폰 베버 등을 지도했으며, 68세의 나이로 잘츠부르크에서 사망했다.